# Willi Grün (Theologe)
Willi Grün (* 20. August 1910 in Frankfurt am Main; † 21. März 2005 in Bad Salzuflen) war ein deutscher baptistischer Theologe und Geistlicher, Dozent für das Fach Neues Testament am Theologischen Seminar in Hamburg-Horn und ab 1965 Schriftleiter beim Oncken-Verlag in Kassel.

## Leben
Willi Grün studierte nach seiner Reifeprüfung ab 1930 an der Philosophischen Fakultät der Universität Frankfurt am Main und promovierte 1934 zum Doktor der Philosophie. Das Thema seiner Dissertation lautete: Speners soziale Leistungen und Gedanken. Ein Beitrag zur Geschichte des Armenwesens und des kirchlichen Pietismus in Frankfurt a. M. und in Brandenburg-Preußen. Von 1934 bis 1936 arbeitete er als Seelsorger in der Baptistengemeinde Hamburg-St. Georg, die später ihren Standort nach Hamburg-Hamm verlegte. Gleichzeitig studierte er am Theologischen Seminar der deutschen Baptisten, das damals seinen Sitz in Hamburg-Horn hatte.
1936 wechselte er zur Baptistengemeinde Lübeck (Täuferstraße), wo er seine Probezeit (Vikariat) absolvierte. 1939 erfolgte die Anerkennung als Pastor des Bundes der Baptistengemeinden. Im Anschluss daran wirkte Grün bis 1951 in der Baptistengemeinde Oldenburg. Von dort berief ihn die Leitung des Bundes Evangelisch-Freikirchlicher Gemeinden zum Dozenten an ihre pastorale Ausbildungsstätte in Hamburg-Horn. Schwerpunkt seiner Lehrtätigkeit war das Neue Testament. Daneben unterrichtete er auch in den Fächern Philosophie, Psychologie, Logik und Neutestamentliches Griechisch.
Nach vierzehnjähriger Dozententätigkeit ging Willi Grün 1965 zum Oncken-Verlag in Kassel, wo er die Schriftleitung der evangelisch-freikirchlichen Wochenzeitschrift Die GEMEINDE übernahm. In dieser Funktion verblieb er bis zu seinem Eintritt in den Ruhestand im Jahr 1975.
Neben seinem Lehr- und Schriftleiterdienst war Willi Grün in verschiedenen Leitungsgremien seiner Freikirche tätig. Außerdem verfasste er mehrere Bücher und zahlreiche Aufsätze zu vor allem praktisch-theologischen Themen.

## Veröffentlichungen (Auswahl)
- Anmerkungen für Mitchristen, Berlin 1971
- Christ und Arbeit, Kassel 1964
- Christ und Geld, Kassel 1963
- Wer glaubt und getauft wird : Betrachtungen über neutestamentliche Tauftexte (gemeinsam mit Stephen F. Winward), Kassel 1962
- Speners soziale Leistungen und Gedanken.  Ein Beitrag zur Geschichte des Armenwesens und des kirchlichen Pietismus in Frankfurt a. M. und in Brandenburg-Preußen, Würzburg 1934